# ポーカーをする犬

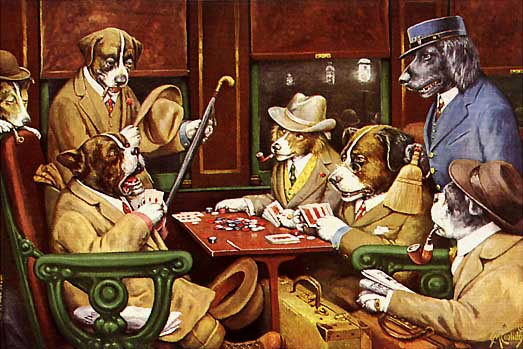
クーリッジの「降車駅と4枚のエース」(His Station and Four Aces) 1903年

『ポーカーをする犬』 (Dogs Playing Poker) は、アメリカの画家カシアス・マーセラス・クーリッジによって描かれた16枚の油絵のことで、このシリーズは出版社のブラウン&ビガロ(Brown & Bigelow)の依頼を受けてタバコ会社の広告のために製作された。絵はどれも擬人化した犬を主人公にしていることが特徴だが、そのうち犬がトランプ用テーブルの周りに腰かけている9枚の絵は、アメリカで知名度こそ高くなったものの、主に労働者階級の人間が家を飾るときの趣味を体現したものとしてあざけりの対象にもなった。批評家のアネット・フェレーラはそれをこう表現している。「ありとあらゆるカゲロウじみたポップアートが絶え間なく再生産されるなかで…〔ポーカーをする犬は〕アメリカ人の安っぽい集合的無意識に…永遠に刻み込まれた」。

## クーリッジの絵

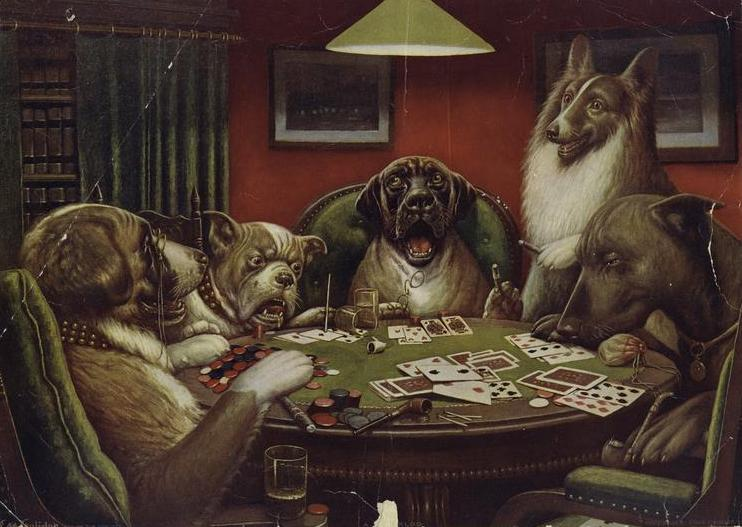
「ワーテルロー」(Waterloo) 1906年ごろ

「ポーカーをする犬」シリーズの正式な作品は以下のものである。
- A Bold Bluff (原題は Judge St. Bernard Stands Pat on Nothing )[3]
- A Friend in Need
- His Station and Four Aces
- Pinched with Four Aces
- Poker Sympathy
- Post Mortem
- Sitting up with a Sick Friend
- Stranger in Camp
- Waterloo (原題は Judge St. Bernard Wins on a Bluff )[3]

以降の1910年にも同じようなテーマの「フォーカードのもよう」(Looks Like Four of a Kind)がある。一連の作品には、カラバッジョやラトゥール、セザンヌなどの画家による人間のトランプ遊びを描いた作品をモデルにしたものもある。
「ワーテルロー」や「大胆なブラフ」(A Bold Bluff)に描かれたセント・バーナードは、5番街の花屋でクーリッジの友人だったセオドア・ラングが飼っていたキャプテンという名の犬がモデルである。2005年2月15日、この二枚の真作がペアでオークションにかけられ、匿名のバイヤーによって590,400ドルで落札された。それまでクーリッジの絵についた最高額は74,000ドルだった
。